# Pere Cantor
Pere Cantor, en francès Pierre le Chantre i en llatí Petrus Cantor, (✝ 22 de setembre de 1197) fou un teòleg escolàstic francès del segle xii.

## Biografia
Va néixer a la regió de Beauvais, on feu els estudis a l'escola catedralícia. El 1170 era canonge a París i professor de la seva escola catedralícia; entre el 1180 i el 1184 fou nomenat chantre, d'aquí el seu nom en llatí Petrus Cantor. Escrigué glosses de la Bíblia i un tractat sobre la penitència. El medievalista Jacques Le Goff li atribueix el primer ús de la paraula purgatorium com a substantiu, etapa decisiva en la creació del concepte del purgatori que tant reprovà Martí Luter tres segles després. Fou escollit per la seva competència en dret canònic jutge eclesiàstic, sobretot el 1196 a causa de l'afer del divorci de Felip August i la reina Isambour, que fou tractat a Compiègne. El 1191 fou escollit bisbe de Tournai, però l'elecció fou anul·lada per l'arquebisbe de Reims, Guillaume de Champagne. Quan morí Maurice de Sully el 1196, fou escollit bisbe de París, però en rebutjà l'elecció.
El 1196 fou elegit degà del capítol de canonges de la Catedral de Reims. Durant el viatge des de París va emmalaltir i s'hostatjà a l'Abadia de Longpont, prop de Soissons, on va morir i fou enterrat.

## Obres
Compongué comentaris i anotacions sobre tots els llibres de la Bíblia, tret del Levític i els llibres de Judit, Ester i Tobies. Deixà també una introducció a la lectura de la Bíblia titulada De tropis theologicis o De contrarietate Scripturae, o àdhuc De tropis loquendi, on proposa solucions a les contradiccions que alguns deien que hi havia en alguns passatges.
D'altres obres seves són la Summa de sacramentis et animae consiliis, que completà Pere Llombard i subministra informacions variades sobre les institucions i costums religiosos de l'època, les Distincions, o Summa quae dicitur Abel, un diccionari teològic per ordre alfabètic; el Verbum Abbreviatum, un conjunt de sermons que exhorten el clero, particularment els monjos, a la virtut.